# Tanaorhinus meforensis
Tanaorhinus meforensis är en fjärilsart som beskrevs av Louis Beethoven Prout 1924. Tanaorhinus meforensis ingår i släktet Tanaorhinus och familjen mätare. Inga underarter finns listade i Catalogue of Life.